# Carinik
Carinik (od car = onaj koji skuplja za cara) je službenik koji radi na granici i naplaćuje dažbine na uvoz robe u svoju zemlju, u skladu s carinskim propisima te zemlje.

## Povijest
Carinik je jedno od najstarijih zanimanja na svijetu, koje se spominje već u Bibliji.Izgleda da su se carinici pojavili s prvim gradovima-državama, dakle gdje god je postojalo uređeno društvo, bilo je i carinika. Carinici su još od Antike bili nepopularni članovi društva, jer su po nalogu vlastodržaca ubirali poreze i druga obavezna davanja. U srednjem vijeku su uz carinike, pravo i obavezu da naplaćuju i prikupljaju poreze i druge namete imali i mlinari, pekari i druge zanatlije.

## Carinici danas
Danas su carinici u većini zemalja državni službenici, koji rade na graničnim prijelazima, i kontroliraju promet ljudi i roba preko svog prijelaza. I u skladu s propisima svoje zemlje,  naplaćuju dažbine na svaku uveženu robu (u pojedinim zemljama i na izveženu). Također paze da se u njihovu zemlju ne uvozi roba, koja je po zakonima njihove zemlje zabranjena. Time oni u ime države štite ekonomiju vlastite države, i pune budžet, pa na taj način i reguliraju trgovinsku razmjenu s inozemstvom.

## Vanjske poveznice
- Carinici na portalu Vodič kroz zanimanja (hrv.)